# Belca
Belca je razloženo naselje z gručastim jedrom v Občini Kranjska Gora. Nahaja se v Zgornjesavski dolini, na rečni terasi ob izteku ozke doline potoka Belca, ki priteče izpod Kepe (2139 m) in Črnega vrha (1751 m) v Karavankah ter se tik pod naseljem izliva v reko Savo Dolinko.
Skozi kraj vodi cesta Jesenice - Kranjska Gora. V naselju obratuje žaga Belca. V zaselku Podkuže zahodno od jedra vasi je pomembna dejavnost živinoreja, povezana s planinskim pašništvom. 
Nad naseljem je nestalno slapišče, slapovi so opazni od marca do maja ter po močnejšem deževju. Izrazito je med pečinami, nakar se voda izgubi pod meliščem.
Na Belci se je rodil alpinist Miha Potočnik.